# Rowan University
La Rowan University è un'università pubblica statunitense con sede principale a Glassboro, in New Jersey, e sede distaccata a Camden.
L'istituto è stato fondato nel 1923, come "Glassboro Normal School". Negli anni trenta fu rinominata "New Jersey State Teachers College at Glassboro" e nel 1958 come "Glassboro State College". Ha assunto la denominazione "Rowan College of New Jersey" nel 1992, fino al 1997, quando ha preso quella attuale in onore dell'industriale Henry Rowan e di sua moglie Betty, che hanno donato alla scuola 100 milioni di dollari - all'epoca la massima somma elargita ad un'università pubblica statunitense.. L'istituto ha anche vinto il Campionato di pallacanestro NCAA Division III, allenati da John Giannini nel 1996.